# Perkebunan Berangir
Perkebunan Berangir is een bestuurslaag in het regentschap Labuhan Batu Utara van de provincie Noord-Sumatra, Indonesië. Perkebunan Berangir telt 3022 inwoners (volkstelling 2010).